# Esad Pasza Toptani
Esad Pasza Toptani (ur. 1863, zm. 13 czerwca 1920) – oficer armii osmańskiej, polityk albański.

## Życiorys
Urodził się w Tiranie lub według innych źródeł w Joaninie. Jego matka była Albanką (Vasfije z d. Alizoti), ojciec Turkiem. Ukończył szkołę wojskową w Stambule, a następnie znalazł się na dworze sułtańskim. Jako dowódca garnizonu w Janinie (od 1908), związał się z ruchem młodotureckim. W 1908 deputowany do parlamentu osmańskiego. W grudniu 1912 roku dowodził wojskami turecko-albańskimi w bitwie o Joaninę. W jej trakcie obronił miasto przed wojskami greckimi.
W czasie wojny bałkańskiej w 1913 roku po śmierci Hasana Rizy paszy objął dowództwo nad tureckim garnizonem Szkodry. On też poddał twierdzę wojskom czarnogórskim w zamian za możliwość wyjścia z twierdzy wraz z oddziałami mu podległymi i wsparcie w staraniach o przejęcie władzy w Albanii. Po utworzeniu Księstwa Albanii, został w lutym 1914 roku ministrem spraw wewnętrznych i ministrem wojny. Internowany za udział w spisku przeciwko księciu Wilhelmowi, zbiegł do Włoch. Powrócił do Albanii w sierpniu, z pomocą serbską, 5 października 1914 ogłosił się w Tiranie naczelnym wodzem armii albańskiej i szefem rządu. Opuścił kraj wraz z wojskami serbskimi. W latach 1916–1918 w Salonikach tworzył namiastkę rządu albańskiego. W 1918 roku wyjechał do Paryża na konferencję pokojową. Nie uznawał nowych władz Albanii, powstałych na kongresie w Lushnja, a z pomocą swoich zwolenników próbował destabilizować sytuację w kraju. 13 czerwca 1920 roku przed paryskim hotelem Continental zastrzelił go student albański, Avni Rustemi, który przed oddaniem strzałów wypowiedział przewidziane w Kanunie formuły poprzedzające krwawą zemstę. 

## Rodzina
Rodzeństwo: starszy brat Gani Bey Toptani (wpływowy polityk turecki, zginął w mordzie politycznym w 1908 roku, zamordowany przez syna Wielkiego Wezyra Abdula Hamida); siostra Esada Sadije Toptani została żoną Xhemala Paszy Zogu i matką prezydenta i pierwszego króla Albanii Ahmeda Zogu.